# 鄭明典
鄭明典（1958年6月5日—）是台灣氣象學家，苗栗縣苑裡鎮人，曾任交通部中央氣象局局長、副局長、氣象預報中心主任。

## 經歷
1976年，臺灣省立臺中第一高級中學畢業。1980年6月，獲國立臺灣大學大氣科學系學士學位，之後留學美國加利福尼亞大學洛杉磯分校，於1987年獲得氣象學博士後在美國大氣科學大學聯盟（University Corporation for Atmospheric Research, UCAR）工作。
1991年11月，返回台灣後進入中央氣象局衛星中心擔任簡任技正，之後在氣象局擔任資訊中心副主任、科技中心主任。
2009年11月2日，出任氣象局氣象預報中心簡任第十一職等主任。
2017年2月13日，回任科技中心主任。
2018年3月16日，升任副局長。
2020年5月6日，原任氣象局長葉天降屆齡退休，由副局長鄭明典代理局長。並於6月29日真除（簡任第十三職等局長）。
2023年7月16日，屆齡退休。

## 專長
鄭明典是數值天氣預報的專家，中央氣象局現在使用的「氣象數值模式預報發展應用系統」就由他所建立。並且參與研究颱風的「追風計畫」（侵台颱風之飛機偵察及投落送觀測實驗）。

## 爭議

### Facebook上談論氣象
2010年5月22日，台灣梅雨季期間鄭明典休假在家，在個人Facebook上張貼文章「令人不安的降雨預測」，經由媒體報導以後大量Facebook使用者將鄭明典加為好友，甚至到達了人數上限；因此另外在Facebook上以「鄭明典(中央氣象局氣象預報中心主任)」的名義組成粉絲團。
不過，他在Facebook上的部分留言也引發是否違反《氣象法》的疑慮，在台灣各界也有褒有貶，本人Facebook 粉絲團甚至在2010年9月8日疑似因為張貼圖案侵犯版權遭到停權。但部分人士對於鄭明典在網路上和大眾溝通氣象知識仍予以肯定。而他在Facebook的個人專頁至今仍有氣象相關文章發表。而氣象局局長辛在勤則要求鄭明典在颱風警報發布期間不得在Facebook上發表相關訊息以避免爭議。
鄭明典在Facebook上成名後，中央氣象局在2010年6月10日成立三個Facebook粉絲團（「報天氣」、「報地震」、「報天文」）做為氣象、地震和天文訊息發布管道。但同年9月報天氣粉絲團遭到停權，引起許多台灣使用者不滿，現該粉絲團已恢復正常。

## 家庭
鄭明典已婚並育有二名子女。

## 其他
- 鄭明典喜愛乒乓球運動。曾代表中華民國交通部拿到2010總統盃乒乓球丙組冠軍。
- 接受常春月刊訪問時，曾表示小時候對氣候變化有興趣，但環境因素並未將此列為升學就業之考量。大學聯考時志願原本為國立大學的物理、化學或機械學系，但因為高中同學認為鄭明典成績可進台大，逕自修改志願卡，結果真的考進台大大氣科學系。[25]

## 外部連結
- 鄭明典的Facebook專頁
- Proceedings of the US-Taiwan Workshop on the Advancement of Societal Responses to Mega-Disasters Afflicting Mega-Cities 介紹鄭明典 （页面存档备份，存于）
- Storm in a teacup over Facebook weather fail